# La Belle Endormie (film, 1942)
Pour les articles homonymes, voir La Belle Endormie.
Pour plus de détails, voir Fiche technique et Distribution.

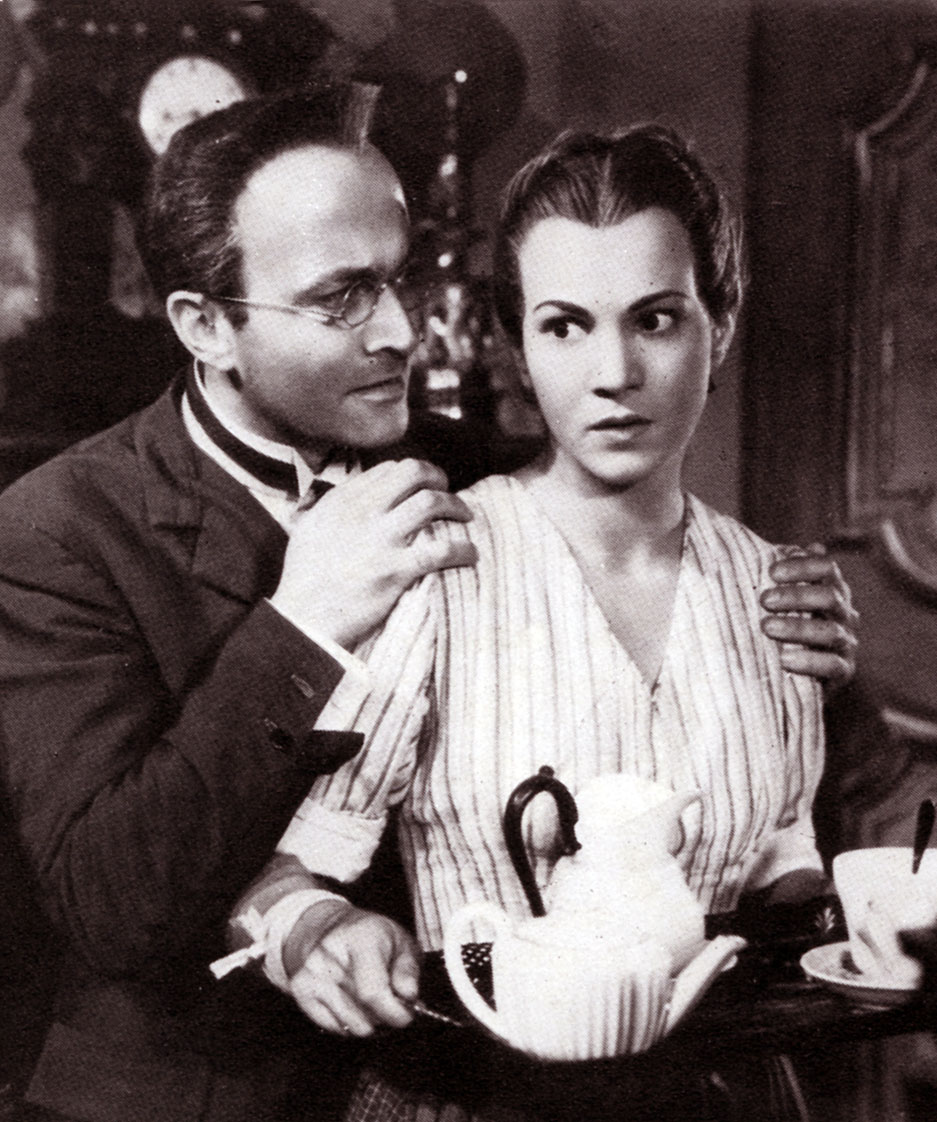
Osvaldo Valenti et Luisa Ferida

La Belle Endormie (titre original en italien : La bella addormentata) est un film dramatique italien réalisé par Luigi Chiarini et sorti en 1942.
Tourné dans les studios du Centro sperimentale di cinematografia à Rome et a été présenté  à la 10e Mostra de Venise (1942), ce film, tiré de l'œuvre théâtrale La bella addormentata (1919) de Pier Maria Rosso di San Secondo (it) est considéré comme une œuvre majeure du courant du cinéma italien du début des années 1940 : le calligraphisme.

## Synopsis
Une servante, Carmela (Luisa Ferida) arrive d'un petit village de campagne et entre au service du notaire Don Domenico (Osvaldo Valenti), qui finit par la séduire. Carmela s'échappe de la maison et tombe sous l'emprise d'une mégère qui veut exploiter sa beauté. Un jeune homme, Salvatore, surnommé il Nero (Amedeo Nazzari), qui travaille dans une mine de soufre la prend sous sa protection et oblige le notaire à réparer le mal qu'il a fait en épousant la servante.

## Fiche technique
- Titre français : La Belle Endormie
- Titre original : La Bella addormentata
- Réalisation : Luigi Chiarini
- Scénario : Luigi Chiarini, Umberto Barbaro, Vitaliano Brancati
- Photographie : Carlo Montuori
- Montage :
- Musique : Achille Longo
- Son :
- Décors : Guido Fiorini
- Costumes : Gino Carlo Sensani
- Production : Centro sperimentale di cinematografia (Rome)
- Société de production : ENIC
- Société de distribution : Società Italiana Cines
- Pays de production :  Royaume d'Italie
- Langue : Italien
- Format : Noir et blanc — 35 mm — 1,37:1 — Son : Mono
- Genre :Film dramatique
- Durée : 89 minutes
- Date de sortie : 
  - Royaume d'Italie : 6 septembre 1942

## Distribution
- Luisa Ferida : Carmela
- Amedeo Nazzari : Salvatore surnommé « Il Nero della solfara »
- Osvaldo Valenti :  Don Vincenzo Caramandola
- Teresa Franchini : Tante Agata
- Pina Piovani : Nunziata
- Margherita Bossi : Donna Concetta, la bariste
- Giovanni Dolfini : Isidoro
- Guido Celano : Lo solfataro
- Angelo Dessy
- Fiorella Betti : Erminia «Pepespezie »
- Gildo Bocci : un marchand